# Astyochia subliturata
Astyochia subliturata là một loài bướm đêm trong họ Geometridae.